# حقیقت شما را آزاد خواهد کرد
حقیقت شما را آزاد خواهد کرد (به لاتین: Veritas vos liberabit)، تغییریافته‌ی عبارت Veritas liberabit vos در یوحنا 8:32 است که عیسی به گروهی از یهودیان که به وی باور داشتند می‌گوید.

## شعار
حقیقت شما را آزاد خواهد کرد شعار مؤسسات مختلفی از جمله دانشگاه جانز هاپکینز است.